# 14153 Даянкеплейн
14153 Даянкеплейн (14153 Dianecaplain) — астероїд головного поясу, відкритий 26 вересня 1998 року.
Тіссеранів параметр щодо Юпітера — 3,543.